# Etruria (Staffordshire)

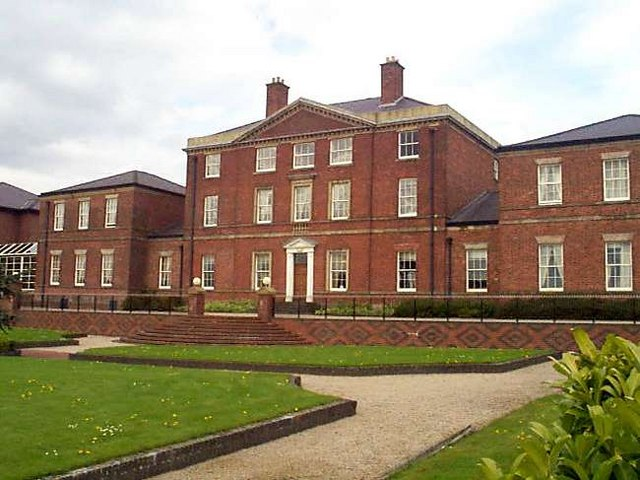
Etruria Hall, mansión de la familia Wedgwood.

Etruria es un suburbio de Stoke-on-Trent, en el Staffordshire inglés. Esta localidad, que nació y ha pasado a la historia como una de las sedes de las industrias cerámicas de los hermanos Wedgwood, recibió el evocador nombre de la civilización etrusca en honor a su riqueza artesana. 

## El imperio Wedgwood
En 1769 Josiah Wedgwood abrió en Etruria la cuarta y penúltima sede de su imperio alfarero, y cuyas instalaciones fueron las primeras en disponer de una máquina de vapor para la fabricación de piezas cerámicas con ayuda de moldes. La factoría, junto al Canal de Trent y Mersey, cubría 140 hectáreas e incluía "Etruria Hall", mansión de los hermanos Wedgwood. Permaneció activa hasta 1950, en que se trasladó a Barlaston, entonces apenas una aldea a unos seis kilómetros al sur de Etruria.
"Etruria Hall" fue asimismo el lugar donde Thomas Wedgwood desarrolló sus descubrimientos sobre las primitivas técnicas fotográficas, en la década de 1790.
Etruria también dispuso de una estación de tren, inaugurada por la empresa de ferrocarriles del norte de Staffordshire el 9 de octubre de 1848, pero fue cerrada el 30 de septiembre de 2005.

## Después de Wedgwood
Gran parte de Etruria fue abandonada con el traslado de Wedgwood, tras la Segunda Guerra Mundial y el posterior cierre de la cercana industria metalúrgica "Shelton".
La localidad renació en la década de 1980 con la Feria de Jardínería de Stoke-on-Trent hasta que a finales de 1986 fue sustitída por el enclave comercial del "Festival Park". 
Etruria es la sede de The Sentinel, el periódico vespertino de Stoke-on-Trent y del Museo de la Industria Wedgwood.